# Acalypha juruana
Acalypha juruana é uma espécie de flor do gênero Acalypha, pertencente à família Euphorbiaceae.